# Newcastle (Oklahoma)
Newcastle ist eine US-amerikanische Stadt im Bundesstaat Oklahoma. Sie liegt im McClain County.  Die Einwohnerzahl liegt bei 10.984 (Stand: Volkszählung 2020). 

## Geschichte
Mit der Eröffnung eines neuen Postamts am 26. März 1894 und einer Einwohnerzahl von 25 entstand Newcastle. Zuvor war das Gebiet von dem nahe gelegenen William P. Leeper Post Office versorgt worden, das 1888 eröffnet, aber 1892 geschlossen wurde, nachdem Leeper bei einem Streit um einen Zaun erschossen worden war. Newcastle lag in der Chickasaw Nation. Zu den ersten Einwohnern der Gemeinde gehörten Choctaw, Chickasaw und Personen, die in diese Stämme eingeheiratet hatten.
Die Grenzen von Newcastle umfassten im Wesentlichen das Postamt und den Schulbezirk bis etwa 1960, als Oklahoma City begann, riesige Landstücke auf der anderen Seite des Flusses zu annektieren. Am 18. Januar 1962 wurde die Stadt als South Newcastle gegründet und vergrößerte ihr Gebiet auf etwa 16.000 Acres. Die nahe gelegenen Gemeinden Tuttle und Blanchard expandierten ebenfalls, um zu verhindern, dass Oklahoma City versucht, über den Canadian River hinweg zu annektieren. Eine erfolgreiche Petition zur Änderung des Namens in Newcastle folgte im Jahr 1965.

## Demografie
Nach der Volkszählung von 2020 leben in Newcastle 10.984 Menschen. Die Bevölkerung teilte sich im Jahr 2019 auf in 85,0 % Weiße, 1,4 % Afroamerikaner, 4,7 % amerikanische Ureinwohner, 6,6 % mit zwei oder mehr Ethnizitäten. Hispanics oder Latinos aller Ethnien machten 4,0 % der Bevölkerung aus. Das mittlere Haushaltseinkommen lag bei 81.306 US-Dollar und die Armutsquote bei 3,0 %.
| Jahr | Einwohner¹ |
| ---- | ---------- |
| 1970 | 1.271      |
| 1980 | 3.076      |
| 1990 | 4.214      |
| 2000 | 5.434      |
| 2010 | 7.685      |
| 2020 | 10.984     |

¹ 1970 – 2020: Volkszählungsergebnisse